# The Veliger
The Veliger era una revista de malacología arbitrada. La revista se estableció en 1958 y publicó su último número en septiembre de 2014. Incluía  en sus páginas artículos de biología, ecología, sistemática de los moluscos así como cualquier tema relacionado con los moluscos por lo común de la región de océano Pacífico
Desde su fundación en abril de 1958 hasta julio de 1964 fue editada por Northern California Malacozoological Club (California – Estados Unidos). A partir de esta fecha y hasta su desaparición pasó a ser editada por la California Malacozoological Society  también localizada en el estado de California – Estados Unidos